# Mario (Mario)
Mario è l'album di debutto del cantante statunitense Mario, pubblicato in tutto il mondo nel 2002.

## Tracce
1. Just a Friend 2002 (prodotta e scritta da Warryn Campbell)
2. C'mon (prodotta e scritta da Warryn Campbell)
3. Braid My Hair (scritta da Warryn Campbell) (prodotta da Warryn Campbell)
4. 2 Train (scritta da Alicia Keys) (prodotta da Alicia Keys)
5. What Your Name Is (scritta da Mario Barrett) (prodotta da The Underdogs)
6. Holla Back (scritta da Harvey Manson) (prodotta da The Underdogs)
7. Could U Be (scritta da Harvey Manson) (prodotta da The Underdogs)
8. Put Me On (scritta da Alicia Keys) (prodotta da Kelly "Krucial Keys" Brothers)
9. Chick Wit Da Braids (scritta da Gerald Isac) (prodotta da Gerald Isac)
10. Never (scritta da Gerald Isac) (prodotta da by Gerald Isac)
11. Girl In The Picture (scritta da Mario Barrett) (prodotta da Amir Salam & Kevin "KL" Lewis)

## Canzoni non pubblicate
1. For The Radio